# Половковский Млынок
Половковский Млынок (бел. Палаўкоўскі Млынок) — упразднённая деревня в Млынокском сельсовете Ельского района Гомельской области Белоруссии.
Кругом лес.
В связи с радиационным загрязнением после катастрофы на Чернобыльской АЭС жители переселены в чистые места.

## География

### Расположение
В 13 км на северо-восток от районного центра и железнодорожной станции Ельск (на линии Калинковичи — Овруч), 164 км от Гомеля.

## Транспортная сеть
Транспортные связи по просёлочной, затем автомобильной дороге Новая Рудня — Мозырь. Деревянные крестьянские усадьбы стоящие вдоль просёлочной дороги.

## История
По письменным источникам известна с XVIII века. В 1811 году деревня, в Речицком уезде, владение Гольста. В 1879 году упоминается как селение Барбароўского церковного прихода. В 1908 году в Наровлянской волости. В 1931 году жители вступили в колхоз. В 1959 году входила в состав колхоза «Млынок» (центр — деревня Млынок).
С 29 ноября 2005 года исключена из данных по учёту административно-территориальных и территориальных единиц.

## Население

### Численность
- 1990-е — жители переселены.

### Динамика
- 1834 год — 4 двора.
- 1897 год — 14 дворов, 72 жителя (согласно переписи).
- 1908 год — 17 дворов, 92 жителя.
- 1959 год — 85 жителей (согласно переписи).
- 1990-е — жители переселены.